# Philipp Meikl
Philipp Meikl (* 9. Oktober 1952 in St. Johann im Pongau, Salzburg) ist ein österreichischer Rundfunkmoderator, Sänger und Musikant.
Zusätzlich war Meikl Direktor der zweiklassigen Volksschule Schwaighofen (Gemeinde Eugendorf) und ist seit 1974 freier Mitarbeiter im ORF-Landesstudio Salzburg. Er arbeitete bei der Fernsehsendung „Ins Land einischaun“ mit und präsentierte seit 1997 den „Fernsehfrühschoppen“.

## Auszeichnungen
1987 wurde Philipp Meikl der Peter-Blaumoser-Preis und 1995 der Tobi-Reiser-Preis verliehen. 2003 wurde er mit dem Goldenen Verdienstzeichen des Landes Salzburg ausgezeichnet.